# Олекса Бокотей
Олекса Бокотей (угор. Bokotej Sándor, чеськ. Alexa Bokotej, рос. Бокотей Алекса, нар. 191?, Хуст, Австро-Угорщина — пом. 19??, ?, Україна) — колишній чехословацький, угорський, радянський та український футболіст. Грав на позиції воротаря. Триразовий чемпіон Підкарпатської Русі та учасник фінальних ігор першості тодішньої Словаччини з футболу (1936 —1938). У друголіговому чемпіонаті Угорщини зайняв почесне 4 місце (1944) та став першим чемпіоном УРСР з футболу серед команд колективів фізкультури. 

## Клубна кар'єра
Навчався у хустській народній школі, а згодом в місцевій гімназії, де розпочав свій шлях у футбол. У юнацькі роки грав в команді спортклубу «СК» (Хуст), а у 1936 р. його запросили до одної з найкращих дружин міста та краю — СК «Русь» (Хуст). Ця команда тоді вдало виступала у першості краю та східнословацької-підкарпатської дивізії Чехословаччини і у нього було постійне місце в збірній Підкарпатської Русі. У ті часи його декілька разів запрошували навіть до другої збірної Чехословаччини з футболу. 
Протягом 1940 —1945 рр. він вже виступав в складі СК «Русь» (Унгвар), яка разом із теж ужгородською командою «УАК» та мукачівським «МШЕ» представляли край у чемпіонаті Угорщини серед команд другої ліги. Ця команда з його участю у 1944 р. посіла 4 місце у своїй групі першості Угорщини і крім того п'ять разів входила до першої десятки найкращих футбольних клубів ліги.
23 серпня та 6 вересня 1945 р. у Києві повинна була відбутися перша повоєнна Спартакіада, на якій згідно з запрошенням мали виступати і представники Закарпатської України. Після проведення відбіркових змагань, у яких брали участь найкращі тоді футбольні команди краю в список гравців, котрі презентували футбольне Закарпаття потрапив й Олекса Бокотей. Історія закарпатського радянського футболу бере свій початок саме з цього року, від часу проведення першого чемпіонату області та першої повоєнної республіканської спартакіади, на якій збірна команда Закарпатської України виборола перше місце.
Вже в січні 1946 р. була утворена команда «Спартак» (Ужгород). У цьому ж році вона включилася у розіграш першості республіки по футболу, де брали участь 36 команд, розділених на чотири зони — центральну, південну, східну та західну. Послідовно перегравши двічі всі команди західної зони (одна нічия з львів'янами 2:2), ужгородці вийшли у фінал. У фінальному турнірі, котрий відбувся у Києві у кінці липня, "Спартак" вперше завоював звання чемпіона республіки. У серпні — вересні 1946 р. відбувся турнір за право участі в першості СРСР серед команд колективів фізкультури. Ужгородці завоювали право виступати у другій всесоюзній лізі майстрів та узяли участь у розіграші Кубка СРСР (виграли від "Динамо" (Ленінград) та отримали поразку від московських одноклубників. До речі, це була єдина поразка "Спартака" в іграх того сезону). 1946 — також рік першої зустрічі ужгородців з флагманом українського футболу київським "Динамо", яка завершилась перемогою спартаківців (1:0). За ужгородську команду тоді виступали: воротарі — О.Бокотей, М.Кречко, захисники — Й.Біловарі, Г.Лавер, В.Радик, півзахиснии — М.Михалина, Д.Калинич, Р.Бунчек, Ю.Фіялко, нападники — Г.Раковці, Я.Фабіян, А.Задор, К.Олаг, Д.Товт (капітан), Р.Айгерт , М.Гайлик, В.Юхвид, Н.Геді, Г.Тесар (Темеші). Тренував команду Берталон Вейг.

## Досягнення

### У чехословацьку еру
Чемпіон Підкарпатської Русі з футболу  (3): 1936 —1938

### В угорську еру
- Першість Угорщини з футболу (2 клас)
  - 3 місце у Підкарпатській групі чемпіонату — 1945[8].
  - 4 місце у Північній групі чемпіонату — 1944
  - 6 місце у Східно-північній групі чемпіонату — 1940
  - 7 місце у групі Ракоці чемпіонату (2): 1942, 1943
  - 9 місце у групі Тиса чемпіонату — 1941

### У радянську еру
- Чемпіон УРСР з футболу — 1946
- Чвертьфіналіст кубка СРСР з футболу — 1946